# Ландо (Бреша)
Ландо је насеље у Италији у округу Бреша, региону Ломбардија.
Према процени из 2011. у насељу је живело 17 становника. Насеље се налази на надморској висини од 1005 м.